# Armentia (comtat de Treviño)
Armentia és una localitat del municipi burgalès del comtat de Treviño, a la Comunitat Autònoma de Castella i Lleó.
L'any 2023 tenia 128 habitants.